# Liste des refuges des Pyrénées
Les refuges listés ici sont les refuges de montagne, à vocation initiale de tourisme montagnard, généralement gérés par le CAF du côté français.

## Andorre
- Cabane de la Portella
- Cabane de la Vall del Riu
- Cabane de Siscaró
- Refuge Borda de Sorteny
- Refuge d'Ensagents
- Refuge de Claror
- Refuge de Coma Obaga
- Refuge de Coma Pedrosa
- Refuge de Cóms de Jan
- Refuge de Prat Primer
- Refuge de Cabana Sorda
- Refuge de Fontverd
- Refuge de Francolí
- Refuge de Juclar
- Refuge de l'Angonella
- Refuge de l'Illa
- Refuge dels Agols
- Refuge de les Fonts
- Refuge de Montmalús
- Refuge de Perafita
- Refuge de Rialb
- Refuge de Riba Escorxada
- Refuge de Roca de Pimes
- Refuge del Pla de l'Estany
- Refuge del Pla de les Pedres
- Refuge del Riu dels Orris

## Espagne (d'ouest en est)

### Haut-Aragon
- refuge de Respomuso

### Gavarnie - Ordessa
- refuge de Goriz

### Posets
- refuge d'Estós
- refuge Angel Orús

### Massif de la Maladeta
- refuge de la Rencluse

### Encantats
- refuge du Besiberri
- refuge de la Restanca
- refuge Ventosa i Calvell
- refuge de Colomers
- refuge de l'Étang Long
- refuge de Saboredo
- refuge d'Amitges

### Valle de Cardos
- refuge de Certescans
- refuge de la Pleta del Prat (42° 40′ 40″ N, 1° 13′ 08″ E)

### Massif du Montcalm
- refuge de Vall Ferrera

### Basse-Cerdagne
- Refuge des Étangs de la Pera
- Refuge de Cap del Rec
- Refuge Folch i Girona
- Refuge de Malniu

## France (d'ouest en est)

### Pyrénées-Atlantiques

#### Autour de l'Ossau
- refuge de Pombie

#### Autour duBalaïtous
- refuge d'Arrémoulit
- refuge de Larribet
- refuge du Balaïtous (ou refuge Georges Ledormeur)

### Hautes-Pyrénées

#### Vallées des Gaves
- refuge Bayssellance
- refuge des Espuguettes
- refuge de Migouélou
- refuge d'Ilhéou
- refuge des Oulettes de Gaube
- refuge des Sarradets (ou refuge de la Brèche de Roland)
- refuge de Tuquerouye
- refuge Wallon

#### Vallées des Nestes
- refuge de l'Oule
- refuge de la Soula

### Haute-Garonne

#### Luchonnais
- refuge d'Espingo
- refuge du Portillon d'Oô (ou refuge Jean Arlaud)
- refuge du Maupas
- refuge de Vénasque
- refuge de l'Hospice de France du 30 novembre au 15 avril

### Ariège

#### Couserans
- refuge de l'Étang d'Araing (ou refuge Jacques Husson)
- refuge des Estagnous

#### Haute Ariège
- refuge de Bassiès
- refuge du Pinet
- refuge de l'Étang Fourcat
- refuge de Quioulès
- refuge du Rulhe
- refuge des Bésines
- refuge d'en Beys
- refuge du Chioula

### Pyrénées-Orientales
- refuge des Bouillouses
- refuge de Camporells
- refuge du Ras de la Carança
- refuge de Mariailles (gardé), pour l'ascension du pic du Canigou par la cheminée.
- refuge Arago, sur le pic du Canigou entre le roc de Mariailles et le sommet.
- refuge des Cortalets, à environ 2100 mètres, dans l'ascension du pic du Canigou par la façade orientale. Chalet-refuge du Club Alpin Français au-dessus du col des Cortalets sur la crête Pic Barbet.
- refuge de Batère
- refuge de l'ermitage Saint-Guillem de Combret